# 北部幹線 (長野市)

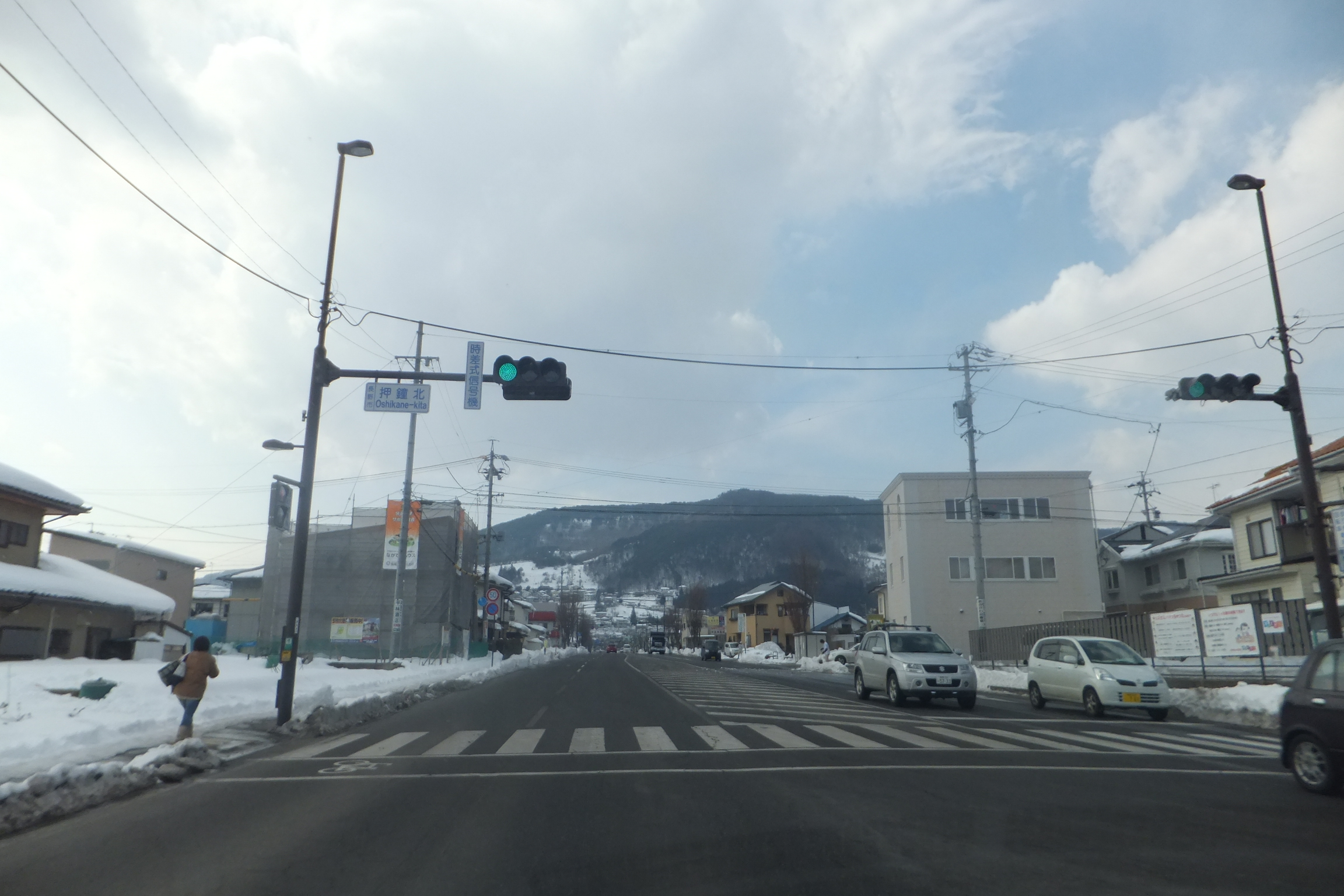
押鐘北交差点付近（長野市吉田二丁目）

北部幹線（ほくぶかんせん）は、長野県長野市上松四丁目から同市穂保の国道18号に至る都市計画道路。地域高規格道路長野環状道路の北区間を形成する。
2021年（令和3年）現在、計画延長6.1kmのうち、湯谷小学校西交差点（長野県道37号長野信濃線交点）〜古里小学校前交差点（長野県道372号三才大豆島中御所線交点）の約4.2kmが供用されている。

## 概要
長野市北部を東西に貫く全線4車線のバイパスである。
善光寺の北東2kmほどに位置する住宅街の上松地区から、浅川を越えて県内有数の大規模団地である若槻団地の南側を通過し、稲田・徳間地区の住宅街を貫く。しなの鉄道北しなの線をアンダーパスでくぐり、続いて北陸新幹線の高架をくぐり、再度浅川を渡ると、古里小学校前交差点で現供用区間の終点となる。これより先はやや北東に進路を変え、田畑や果樹園が広がる大町地区を貫いて、穂保地区で国道18号に合流する予定。この区間が開通すると、長野市街地と豊野地域・長沼地域とを結ぶ連絡道路として機能する。
起点 - 稲田地区の区間では、700mほど南を走るSBC通りなどのバイパスとしての機能を果たしている。また、沿道の檀田地区や稲田地区などは、この道路の開通をきっかけに郊外型店舗が建ち並び、休日は買い物客の車で混雑する。開通済区間のうち、稲田1丁目交差点から北しなの線に至る間は通称としてサンロードと名付けられている。

### 路線データ
- 起点 - 長野市上松四丁目（湯谷小学校西交差点＝長野県道37号長野信濃線交点）
- 終点 - 長野市穂保（国道18号交点）
- 計画延長 - 6,130m
- 供用延長 - 4,180m（起点〜長野市金箱）
- 標準幅員 - 22m
- 道路規格 - 第4種1級
- 車線数 - 4車線
- 設計速度 - 60km/h

|              | 湯谷小学校西 交差点  | 三輪十丁目 地籍      | 三輪十丁目 地籍       | 檀田東 交差点         | 檀田東 交差点        | 稲田1丁目 交差点     | 稲田1丁目 交差点     | 稲田1・2丁目 交差点  | 稲田1・2丁目 交差点  | 徳間地籍 （北しなの線交点） | 徳間地籍 （北しなの線交点） | 古里小学校前 交差点  |
| ------------ | -------------------- | -------------------- | --------------------- | --------------------- | -------------------- | -------------------- | -------------------- | -------------------- | -------------------- | --------------------------- | --------------------------- | -------------------- |
| 都市計画道路 | 都市計画道路北部幹線 | 都市計画道路北部幹線 | 都市計画道路北部幹線  | 都市計画道路北部幹線  | 都市計画道路北部幹線 | 都市計画道路北部幹線 | 都市計画道路北部幹線 | 都市計画道路北部幹線 | 都市計画道路北部幹線 | 都市計画道路北部幹線        | 都市計画道路北部幹線        | 都市計画道路北部幹線 |
| 市道         | 長野市道湯谷小北線   | 長野市道湯谷小北線   | 長野市道長野北550号線 | 長野市道長野北550号線 | 長野市道檀田稲田線   | 長野市道檀田稲田線   | 長野市道檀田稲田線   | 長野市道檀田稲田線   | 長野市道若槻373号線  | 長野市道若槻373号線         | 長野市道古里344号線         | 長野市道古里344号線  |
| 通称         | 〈檀田通り〉         | 〈檀田通り〉         |                       |                       |                      |                      | 〈サンロード〉       | 〈サンロード〉       | 〈サンロード〉       | 〈サンロード〉              |                             |                      |

### 主要構造物
- 北部大橋（ほくぶおおはし＝長野市檀田二丁目〜吉田二丁目）
  - 全長：西行 52.25m / 東行 52.25m
  - 幅員：西行 15.30m / 東行 15.30m（車道4車線・両側歩道）
  - 構造：PC箱桁橋

浅川に架かる橋梁。2004年（平成16年）架設[2]。
- 北しなの線アンダーパス（長野市徳間〜金箱）
  - 全長：490 m
  - 幅員：車道部15m（4車線） / 歩道部両側各2.5m

しなの鉄道北しなの線をくぐるアンダーパス。2020年（令和3年）開通。これにより、これまで線路に隔てられていた稲田・徳間の商業集積と古里地区とがつながった。なお、もともと同地点にあった高橋踏切道（第4種踏切）が本工事に伴い除却されたため、地元との協議により旧踏切道付近から南側歩道部に下りるエレベーターが代替機能として設置されている[1]。
- 金箱大橋（かねばこおおはし＝長野市金箱）
  - 全長：21 m
  - 幅員：○○○ m（車道4車線・両側歩道）

浅川に架かる橋梁。もともと同地にあった同名の橋梁（全長3.5m・幅員6.5m・1970年代架設）を架け替える形で[2]、2018年（平成30年）架設。

## 沿革
- 1972年（昭和47年） - 上松四丁目（湯谷小学校西交差点）〜三輪十丁目 および 稲田一丁目地籍内（檀田東交差点〜稲田1・2丁目交差点）の各500mほど開通
- 1999年度（平成11年度） - 稲田一丁目〜徳間（稲田1・2丁目交差点〜信越本線（当時）交点）開通
- 2004年（平成16年）3月27日 - 三輪十丁目〜稲田一丁目（檀田東交差点）開通（L=760m）
- 2018年（平成30年）8月1日 - 金箱地籍内（金箱大橋西詰〜古里小学校前交差点）暫定開通（L=約260m）[3]
- 2021年（令和3年）2月28日 - 徳間（北しなの線交点）〜金箱（古里小学校前交差点）開通（L=1,230m）[4]

## 交差する道路
- 湯谷小学校西交差点（上松四丁目＝起点）
  - 長野県道37号長野信濃線
- 稲田1丁目交差点（稲田一丁目）
  - 長野県道60号長野荒瀬原線（若槻大通り）
- 稲田1・2丁目交差点（稲田一丁目）
  - 市道（北国街道）
- 徳間東交差点（徳間）
  - 市道（東豊線）
- 古里小学校前交差点（金箱＝供用区間終点）
  - 長野県道372号三才大豆島中御所線

## 沿道
- 長野市立湯谷小学校
- 西友 長野北店
- ユニクロ アクロスプラザ檀田店
- 綿半ホームエイド 檀田店
- 長野法律高度専門学校
- 長野銀行 若槻支店
- 平安堂 若槻店
- 八十二銀行 浅川若槻支店
- 洋服の青山 長野若槻店
- AOKI 若槻店
- ツルヤ 徳間店
- 長野市立徳間小学校
- ケーヨーデイツー 長野徳間店
- 長野工業高等専門学校
- 長野市立古里小学校